# Wood Mountain
Wood Mountain fut une circonscription électorale fédérale de la Saskatchewan, représentée de 1935 à 1949.
La circonscription de Wood Mountain a été créée en 1933 d'une parties de Willow Bunch. Abolie en 1947, elle fut redistribuée parmi Assiniboia, Maple Creek et Swift Current.

## Députés
1. 1935-1945 — Thomas F. Donnelly, PLC
2. 1945-1949 — Hazen Robert Argue, CCF

- CCF = Co-Operative Commonwealth Federation
- PLC = Parti libéral du Canada